# マルバマンネングサ
マルバマンネングサ(Sedum makinoi)は、ベンケイソウ科マンネングサ属に属する種である。 分布は九州・四国・本州。多年草で、5月ごろに黄色の花が咲く。
発見者は牧野富太郎である。